# Spruce
Spruce (che significa "peccio") è un'isola dell'arcipelago Kodiak, nel golfo dell'Alaska, (USA). Si trova al largo della punta nord-est dell'isola Kodiak. Amministrativamente appartiene al Borough di Kodiak Island; ha 242 abitanti, che risiedono quasi tutti nella cittadina di Ouzinkie nella parte sud-ovest dell'isola.

## Storia
Dal 1808 al 1818, Spruce fu l'eremo di San Germano dell'Alaska, considerato il santo patrono della Chiesa ortodossa in America.
Il nome viene dal russo Ostrov Yelovoi pubblicato nel 1805 da Lisjanskij; in russo viene tuttora chiamata Elovyj ostrov (Еловый остров), da "ель" che significa peccio, come il termine inglese spruce.